# Tima saghalinensis
Tima saghalinensis är en nässeldjursart som beskrevs av Bigelow 1913. Tima saghalinensis ingår i släktet Tima och familjen Eirenidae. Inga underarter finns listade i Catalogue of Life.